# Destiny
Destiny (англ. Доля) — відеогра жанру науково-фантастичного MMOFPS, що вимагає постійного підключення до мережі (не будучи суто online-грою). Перші дані про Destiny з'явилися 28 листопада 2012, коли в Інтернет витекли концепт-арти. Офіційний анонс відбувся 17 лютого 2013. Гра і доповнення до неї розробляються студією Bungie, творцями перших трьох номерних частин Halo, а також Halo 3: ODST і Halo: Reach. Destiny була випущена 9 вересня 2014 компанією Activision на платформах PS3, PS4, Xbox 360 і Xbox One.
За сюжетом, у майбутньому людство зустріло доброзичливу силу Мандрівника в подобі сфери, що забезпечила розквіт цивілізації. Люди досліджували Сонячну систему і сподівалися на світле майбутнє, проте стався напад сил, відомих як Темрява. Людство було розбите і, здавалося б, знищено повністю, якби його не захистив Мандрівник. Багато років по тому залишки цивілізації зібралися разом і побудували Останнє Місто. За ці роки люди виявили, що на планеті вони не одні. Темрява веде війну на знищення, загрожуючи останньому притулку людства. Гравці в ролі Вартових (англ. Guardians) міста стають на його захист і протистояння ворогам.

## Ігровий процес

### Основи
Перед початком гри гравець може вибрати расу, клас і стать персонажа, а також налаштовувати його зовнішній вигляд: риси обличчя, зачіску, колір шкіри, очей, форму губ чи носа, додати татуювання. Зовнішній вигляд ніяк не впливає на ігровий процес, але спеціалізація і подальший прогрес, у тому числі наявні підкласи, здібності, спеціалізація зброї і броня, залежать від обраного класу. Після цього відкриваються завдання і можливості до розвитку персонажа. Для одного облікового запису дозволяється створити до трьох персонажів. Вони розвиваються, набираючи досвід і підвищуючись за рівнем розвитку, але при цьому окремо набирають «досвід» також зброя та екіпіровка в міру використання, що визначає їх корисність.
Стиль гри розробниками описаний як Action/RPG, поєднаний з шутером від першої особи, який включає в себе елементи MMO. Проте гра не відноситься до традиційних MMO-ігор в зв'язку з відсутністю багатьох характеристик, притаманних типовим MMO. Наприклад, замість того, щоб гравці могли зустрічатися і взаємодіяти з усіма гравцями на одному сервері як це властиво звичайним MMO, гравець приєднується в спільну гру тільки з гравцями які підходять йому за рівнем. Після успішного проходження місії кожен член команди автоматично нагороджується трофеями. Тим не менше, немає ніяких правил в тому, як гравець будете діяти з командою після завершення місії. Можна вільно продовжувати досліджувати область, взяти іншу місію, приєднатися до інших команд або просто відірватися від групи і зайнятися одиночною кар'єрою. У грі передбачений плавний перехід між місіями, це означає, що немає ніяких лобі або меню.
Основною базою всіх гравців є Вежа (англ. Tower), розташована в Останньому місті. Це зона, де Вартові можуть спілкуватися, об'єднуватися в партії, і готуватися до битви. Гравці можуть обладнати себе бронею для різних частин тіла, зброєю різних типів, гранатами. Після успішного виконання завдання гравці отримують лут — трофеї, відповідно до свого класу і рівня. Добуті предмети не можна продати, але можна розібрати для подальшого вдосконалення екіпіровки. У кожного Вартового є невеликий робот Привид (англ. Ghost), в якому міститься частинка енергії Мандрівника. Робот завжди супроводжує Вартових і допомагає їм, а також слугує для респавну полеглих бійців. Гравці вилітають з Вежі на завдання на кораблях, званих Стрибунами (англ. Jumpships), якими можуть керувати вручну.
Destiny використовує ігровий рушій, призначений для сучасних ігрових консолей, який дозволяє досягати реалістичних пейзажів та динамічної зміни освітлення для великого відкритого світу, і поліпшення технології «hopper», яка забезпечує стабільну гру по мережі.

### Ігрові класи
У грі наявні три класи при створенні персонажа: Титан, Мисливець і Чародій.
- Титан (англ. Titan) — може бити силовим кулаком. Має здатності: б'є кулаком по землі і знищує всіх ворогів по близькості, друга здатність: створює силове поле навколо себе і не дає кулям потрапляти в нього і союзників, які стоять поруч. Підкласи: Сонячний боєць (англ. Sunbreaker), Захисник (англ. Defender), Ударник (англ. Striker).
- Мисливець (англ. Hunter) — б'є ножем. Має здатності: отримує вогненний пістолет і при влучанні в противника спопеляє його, друга здатність: ніж мисливця стає електричним і мисливець вбиває блискавкою. Підкласи: Нічний ловець (англ. Nightstalker), Танцівник лез (англ. Bladedancer), Застрільник (англ. Gunslinger).
- Чародій (англ. Warlock) — б'є силовою хвилею. Має здатності: стріляє магічною кулею і розщеплює ворогів на атоми, друга здатність: Чародій наповнюється силою і підсилює всі свої параметри. Підкласи: Прикликач бурі (англ. Stormcaller), Співець сонця (англ. Sunsinger), Обхідник порожнечі (англ. Voidwalker).

### Ігрові раси
У грі всього 7 рас. Перші три вважаються грабельними і походять з Землі, решта 4 — вороги, які також ворогують між собою.
- Люди — все що залишилося від людства;
- Пробуджені (англ. Awoken) — нащадки людей з блакитним кольором шкіри. З невідомої причини змінилися в ході нападу Темряви;
- Екзо (англ. Exo) — роботи, свого часу створені людьми. Всі вони перезавантажилася при падінні людства і відтоді не знають для чого початково служили;
- Палі (англ. Fallen) — (Дреги, Вандали, Капітани, Хвостовики, Слуги, Анхори) — космічні пірати, найманці. Можуть зустрітися на всіх планетах, за винятком Марса. Гуманоїдні істоти, іноді з додатковими руками;
- Вулик (англ. Hive) — (Раби, Прокляті Раби, Аколіти, Лицарі, Чарівники, Огри, Шрієкери, Принци) — древні чудовиська, які живуть в підземеллях та зустрічаються на Землі й Місяці. Вулик складається з різноманітних істот, в яких загадковим чином підтримується життя;
- Векс (англ. Vex) — (Гобліни, Хобгобліни, Гарпії, Мінотаври, Гідри) — іншопланетні кібернетичні істоти, що володіють складною будовою організму. Зустрічаються на Венері та Марсі. Користуються мережею Брам переміщення (Transfer Gate);
- Кабал (англ. Cabal) — (Легіонери, Фаланги, Центуріони, Колоси, Псіони) — високорозвинена інопланетна гуманоїдна раса незграбних завойовників. Зустрічаються тільки на Марсі.

### Персонажі
у Destiny є багато неігрових персонажів (англ. NPC), які допомагають Вартовим у сюжетних місіях або продають спорядження, зброю чи матеріали:
- Привид (англ. Ghost) — робот зі штучним інтелектом, який супроводжує Вартових. Озвучує Пітер Дінклейдж та Нолан Норт.
- Спікер (англ. The Speaker) — представник Мандрівника (англ. The Traveler). Озвучує Білл Наї.
- Екзо зайда (англ. Exo Stranger) — таємнича жінка-Екзо, яка цікавиться діяльністю Вартових. Озвучує Лорен Коен.
- Мара Сов (англ. Mara Sov) — королева Пробуджених. Озвучує Кірстен Поттер.
- Улдрен Сов (англ. Uldren Sov) — брат та вірний помічник Мари, принц Пробуджених. Озвучує Брендон О'Ніл.
- Ікора Рей (англ. Ikora Rey) — Чародійка. Озвучує Джина Торрес.
- Командер Завала (англ. Commander Zavala) — Титан. Озвучує Ленс Реддік.
- Кейд-6 (англ. Cayde-6) — Мисливець. Озвучує Нейтан Філліон.
- Лорд Шакс (англ. Lord Shaxx) — менеджер Горнила (англ. Crucible) і продавець предметів, пов’язаних із Горнилом. Озвучує Ленні Джеймс.
- Лакшмі-2 (англ. Lakshmi-2) — Екзо, яка представляє Культ Прийдешньої Війни (англ. Future War Cult). Озвучує Шогре Аґдашлу.
- Арах Джалал (англ. Arach Jalaal) — Пробуджений, лідер фракції «Мертва Орбіта» (англ. Dead Orbit). Озвучує Петер Стормаре.
- Виконавець Хідео (англ. Executor Hideo) — представник Нової монархії (англ. New Monarchy). Озвучує Джеймс Ремар.
- Банши-44 (англ. Banshee-44) — зброяр. Озвучує Джон ДіМаджіо.

## Сюжет
Свого часу людство виявило на Марсі сферу, названу Мандрівником. З цим почався Золотий Вік людства, коли земляни вирушили колонізувати інші планети Сонячної системи. Однак в Мандрівника виявилися вороги, прозвані Темрявою, які раптово атакували Сонячну Систему. Після принесення себе в жертву, щоб врятувати людство, Мандрівник залишився на низькій орбіті над Землею. В його тіні було побудоване місто, де люди тимчасово перебували в безпеці від загрози Темряви, відгороджені стіною. Перед загибеллю Мандрівник створив дронів Привидів, які тепер допомагають тим, котрі захищають місто — Вартовим.
Дія відбувається через 700 років. Протягом подій Destiny Вартові відновлюють Світло мандрівника, щоб оживити його. На початку Привид оживлює обраного персонажа, що загинув багато років тому, та супроводжує його до Вежі останнього міста. Там Речник розповідає про Темряву. Вартові отримують завдання дослідити сусідній космодром, відбиваючись від Палих і Вулика, який, як вважалося, окупував тільки Місяць. На космодромі з'ясовується, що ШІ Распутін, базований там, досі діє і його наміри невідомі. Вартовий відстежує коди для відновлення стародавнього масиву даних, щоб зв'язати його з давно втраченими колоніями по всій Сонячній системі.
Вартові здійснюють експедицію на Місяць у пошуках Вартового, котрий зник, шукаючи до фортеці Вулика. Знайшовши його труп і мертвого Привида, Привид протагоніста виявляє, що Вулик збирає армію аби вторгнутися на Землю. Для цього Вулик використовує фрагмент Мандрівника, з якого витягує енергію. Проте Вартовому вдається перервати ритуал Вулика, повернути фрагмент на Землю та знищити могутню зброю ворогів під назвою Меч Кроти. Тим часом зі Вартовим зв'язується Незнайомка Екзо, таємнича жінка, яка призначає зустріч на Венері, щоб побороти нового ворога.
На Венері Незнайомка розповідає про Чорний сад — приховане місто Векса, де міститься «серце», що утримує Мандрівника від воскресіння. Привид радить заручитися підтримкою Пробуджених, які мешкають на Рифі в поясі астероїдів і тримаються осторонь війни. Королева Рифу, Мара Сов, і її брат, принц Улдрен Сов, обіцяють допомогти розшукати Чорний Сад у обмін на голову Лода-брамника Векса. Вартові повертаються на Венеру, де в пошуках Лорда-брамника відкривають архів, який розкриває місцезнаходження Скляного склепіння та шляхи крізь галактику. Після перемоги над Палим Драксісом, Вартові стикаються з Лордом-брамником, добувають його голову й повертається до Королеви. Вона радить відвідати низину Меридіан на Марсі, крізь яку можна потрапити в Чорний сад.
Прибувши на Марс, Вартовий дізнається, що Кабал намагається зламати браму Векса. Вартовий відвідує різні місця, куди ще ніхто не проникав, і розкриває, що місцевий ШІ тепер контролюється Распутіним. Векс відступає з Марса до Чорного саду.
Вартовий вирушає навздогін і потрапляє до місця, не зазначеного на жодній карті. Після кількох битв Вартовий досягає «серця» Чорного саду, що викликає трьох воїнів — «Нащадків Сонця». Після перемоги над ними «серце» руйнується, пелена Темряви спадає з Мандрівника і він починає відновлюватися.
У Вежі Речник звертається до зібраних Вартових у святковій промові. Проте в сусідньому ангарі Незнайомка Екзо каже, що бій ще далекий від завершення.
На Венері відкривається Скляне склепіння і Вартовий вирішує дослідити його. Це виявляється місце, в межах якого Векс контролює реальність і вже знищив багатьох Вартових. Єдиним уцілілим виявляється Паганін, чий товариш Кабр перетворився на Векса, проте використав своє Світло, щоб закрити Скляне склепіння та лишив артефакт Егіду. Використовуючи Егіду, Вартовому вдається перемогти ШІ Векса Тамплієра та його Оракулів. Потім протагоніст минає лабіринт секти Горгонів, досягаючи Атеона — керівника мережі Векса, здатного відправляти кого завгодно в минуле чи майбутнє. Попри все Вартовий перемагає Атеона, усуваючи головну загрозу з боку Векса.

## Розробка

### Перші відомості та анонси
Вперше натяк на гру з'явився 2009 року в грі Halo 3: ODST, де на стіні можна було прочитати плакат з написом «Destiny Awaits» і зображенням Землі з літаючою сферою поряд. 28 листопада 2012 в Інтернет потрапили перші концепт-арти гри. Стало відомо, що гра створюється для PS3 і Xbox 360, що розробники пізніше підтвердили в своєму твіттері.
18 січня 2013 Bungie оголосила, що представить свій новий проект на виставці GDC 2013. «Гравці подивляться на новий сміливий світ, в якому пригоди від Bungie відбуватимуться в найближчі 10 років» — повідомила компанія.
8 лютого компанія опублікувала відео під назвою «Bungie Community Theatre», в якому давалися відповіді на листи фанатів. Після цього Bungie створила акаунти Destiny в Facebook і Twitter, з яких стало ясно, що анонс гри відбудеться саме 17 лютого. За день до анонсу стався витік інформації. Ресурс Joystiq представив фото постера, який буде включений в попереднє замовлення Destiny на GameStop, та документацію до плакату, з якої з'ясовувалися особливості гри. Крім того, французький онлайн-магазин Micromania розмістив у себе гру, вказавши, що вона вийде 6 жовтня на PS3 і Xbox 360.
Наступного дня, 17 лютого, Bungie представила невеликий відеоролик Destiny, який розкривав деякі подробиці гри і демонстрував ігровий процес. В цей же день були показані нові арти, що показують зруйновану Землю.
На офіційному сайті гри були виявлені рядки коду зі згадками PC, PS4, Xbox 720, Wii U і PlayStation Vita. 21 лютого засновник Bungie Джейсон Джонс в новому трейлері гри анонсував Destiny для PlayStation 4. Пізніше Activision підтвердила, що гра буде доступна на старті нової консолі.
На GDC 2013 Bungie продемонструвала нові арти і відео, що показують процес створення персонажів трьох ігрових класів: Титан (англ. Titan), Чародій (англ. Warlock) і Мисливець (англ. Hunter). Також на конференції було докладніше розказано про три раси, доступні гравцям при створенні власного персонажа.
В інтерв'ю X360 Magazine Джозеф Стейтен сказав, що на майбутній виставці E3 2013 будуть розкриті нові деталі про Destiny та повідомив, що в Destiny гравці зможуть створити власну легенду та історію. В інтерв'ю Gamespot Стейтен розповів про проекти, що надихнули Bungie на створення Destiny, серед яких «Зоряний крейсер „Галактика“», «Загублені» і «Дроти».
22 травня Bungie підтвердила про створення версії Destiny для Xbox One. 24 травня Activision опублікувала CG-трейлер гри під назвою «Закон джунглів». У ролику читання «Книги джунглів» Редьярда Кіплінга супроводжується бойовими сценами. В інтерв'ю порталу IGN старший сценарист Bungie Ерік Осборн сказав, що існує імовірність виходу Destiny на ПК.

### Виставка E3 2013
На виставці E3 2013 було представлено перше геймплейне відео гри. Дія ролика відбувалася на покинутій базі в Росії. У демонстрації Destiny з виставки був показаний уривок кооперативного проходження гри, супроводжуваний коментарями розробників.
Кріс Бутчер описав систему поєднання «безшовного» способу одиночних і кооперативних завдань, а також змагального елементу, в Destiny: «Ми розглядаємо публічні зони як особливі області всередині світу Destiny, увійшовши в які, ваша команда буде непомітно з'єднана з іншими командами. В цьому процесі не використовується ніякий інтерфейс, ніякі смуги завантаження і завантажувальні екрани — нічого з цього. Нам здається, саме в цих зонах любителі шутерів знайдуть саме те, що їх найбільше цікавить. Адже це, на нашу думку, щось нове, несподіване і неодмінно хвилююче».
По закінченню виставки, 25 червня, студія повідомила, що гра перейшла в стан пре-альфа версії. Також було повідомлено про можливість впровадження системи мікротранзакцій.
30 липня в офіційному блозі Bungie з'явився запис, що гравці в Destiny зможуть ігнорувати мультиплеєр: «Що стосується гри поодинці, це питання досі часто приходить до нас, і ми щасливі знову на нього відповісти. Якщо ви зовсім не хочете отримувати кооперативний або змагальний досвід в Destiny, і якщо ви хочете переживати кожну кінематографічність сцену в самоті, у вас буде така можливість. Ми впевнені, що [в цьому випадку] ви отримаєте набагато менше задоволення, і ми думаємо, що вам буде важко опиратися привабливості нашого кооперативного досвіду, але коли ми говоримо, що створюємо заняття для будь-якого настрою, це включає в себе гравців, які не хочуть приєднуватися до компанії».

### Виставка Gamescom 2013
На ігровій виставці Gamescom 2013, що проходила з 21 по 25 серпня в Кельні, розробники продемонстрували нові скріншоти і відеоролик, а також поділилися подробицями про мультиплеєр Destiny: в грі будуть локації, звані Public Spaces (укр. Публічні місця), де гравці або команди гравців зможуть перетнутися з іншими командами і бійцями під час своїх пригод. В деяких Public Spaces відбуватимуться Public Events (укр. Публічні події) — короткі сутички, де кілька гравців співпрацюють для перемоги над спільним ворогом і збору цінного луту. На цій же виставці гра Bungie була удостоєна чотирьох нагород — як найкраща гра на PlayStation, найкращий екшн, найкраща мультиплеєрна онлайн-гра і як найкраща гра Gamescom.

### Подальша розробка
6 вересня блоґ PlayStation опублікував інтерв'ю з менеджерів спільноти Девідом Дейген з Bungie, в якому він розповів, що гравці зможуть екіпірувати три види зброї в будь-який момент, та про систему вдосконалення зброї.
25 вересня стало відомо, що Джозеф Стейтен покине проект. 1 жовтня було продемонстровано новий трейлер гри, який показував битви на Місяці. Пізніше стала доступна версія з російським перекладом. Також стало відомо, що гравці можуть отримати доступ до бета-тестування Destiny, оформивши попереднє замовлення замовлення. Наступного дня з'явилися нові концепт-арти.
4 листопада Ерік Осборн розповів, що компанія зробить версію Destiny для ПК лише в разі вдалого запуску на консолях: «Виходити відразу на чотирьох платформах — складне випробування, і в той же час шанс заробити нову аудиторію. Ми знаємо, багато хто хоче гру на PC, і багато хто готовий платити гроші за це. Але ми повинні бути повністю сконцентровані на тому, що вже почали, і в жодному разі не розсіюватися. Це може тільки зашкодити грі. Тому зараз ми націлені тільки на чотири платформи». 7 грудня Bungie оголосила точну дату виходу гри — 9 вересня 2014.

## Доповнення
The Dark Below — додає персонажа Еріс Морн (англ. Eris Morn), нові сюжетні місії з протистояння божеству Кро́та (англ. Crota), три карти, рейд «Crota's End» на шість осіб і кооперативне випробування «The Will of Crota». В The Dark Below рівень розвитку персонажа збільшений до 32-го рівня. Крім того доповнення включає нову зброю, обладунки та предмети. Вийшло 9 грудня 2014 року.
House of Wolves — додає нові сюжетні місії, а також контракти на знищення зрадників з «Дому Вовків». Крім того включає зону «Prison of Elders» для PvE-битв, багатокористувацьку подію «The Trials of Osiris», перероблений режим Crucible, нову зброю і броню. Максимальний рівень розвитку персонажа в доповненні піднятий до 34-го рівня. Також House of Wolves входить до комплекту Destiny Expansion Pass. Доповнення вийшло 20 травня 2015 року.
The Taken King — масштабне доповнення, в якому Орікс, батько вбитого Кроти, збирає армію поневолених ним істот для знищення Сонячної системи та одноосібного правління Темрявою. Крім сюжетної кампанії додає нові місії, супротивників, багатокористувацькі карти, види зброї і броні. В доповненні фігурує нова раса Уражених (англ. Taken), що служить Оріксу і складається з відомих за ранішими подіями істот, але котрі володіють новими здібностями. За словами розробників до виходу доповнення, це мало бути найємнісніше доповнення, яке можна порівняти з окремою грою.
Воно змінює систему підвищення рівнів, вводить показник Світла як середнє арифметичне броні й атаки. Інвентар та кількість одночасних завдань збільшилися. З'явився предмет, який дозволяє миттєво досягнути 25-го рівня й розблокувати «кампанію The Taken King». Також доповнення ввело нові режими: «Rift» і «Mayhem». В «Rift» слід добути спеціальний предмет «Іскру» на карті та донести його на базу противника. В «Mayhem» — командно боротися в наборі очок, при цьому перезарядка здібностей гравців відбувається дуже швидко. Особливий режим з кооперативним знищенням низки босів «Court of Oryx» відкривається в разі пожертвування екіпіровки, а його складність залежить від цінності пожертви. Він доступний тільки в локації «Dreadnaught».
В ході розробки Bungie надали гравцям можливість зробити свого персонажа героєм автоматично згенерованого трейлера. Вийшло доповнення 15 вересня 2015 року.
Rise of Iron — містить місії, пов'язані з Залізними лордами — легендарними людьми, що пожертвували собою заради порятунку людства від нанотехнології SIVA. Палі якимось чином дісталися до SIVA і скористалися технологією для власного посилення. Єдиний вцілілий Залізний лорд супроводжує героїв у подоланні цієї загрози. Крім того містить додаткові квести, ворогів, локації, зброю і обладунки, рейд на шість осіб і підвищує максимум Світла.

## Оцінки та відгуки
| Агрегатор    | Оцінка                      |
| ------------ | --------------------------- |
| GameRankings | (XONE) 78.55% (PS4) 76,83 % |
| Metacritic   | (PS4) 76/100 (XONE) 75/100  |

| Видання                      | Оцінка  |
| ---------------------------- | ------- |
| Computer and Video Games     | 8/10    |
| Eurogamer                    | 8/10    |
| Game Informer                | 8.75/10 |
| GameSpot                     | 6/10    |
| GamesRadar+                  | [ 31 ]  |
| GameTrailers                 | 8/10    |
| Giant Bomb                   | [ 33 ]  |
| IGN                          | 7.8/10  |
| Joystiq                      | [ 35 ]  |
| Official Xbox Magazine (США) | 8/10    |
| Polygon                      | 6/10    |

Destiny отримала загалом позитивні відгуки. Сайти-агрегатори GameRankings і Metacritic дали версії для Xbox One 78,55 % в перерахунку на 10 оглядів і 75 зі 100 балів на основі 11 оглядів відповідно. Версія для PlayStation 4 зібрала 76,83 %, заснованих на 64 оглядах і 76/100 на основі 95 оглядів.
Згідно з Eurogamer, Destiny дає те відчуття, що давав World of Warcraft незадовго після випуску. Гра забезпечує чудові змагання та пропонує проходити місії заново з новими правилами, чим безперечно приваблює. Її сюжет проте холодний та незграбний, з недостатньо продуманим дизайном місії. Та все ж Destiny лежить у пустці між сюжетними шутерами та шаленими багатокористувацькими іграми, не маючи аналогів. І цим змушує людей грати в неї роками.
Як було написано у рецензії GameSpot, гра має міцні базові механіки бою, фантастичні краєвиди та чудовий саундтрек. Її складні карти для змагань наповнені розумними деталями. При цьому не можна оминути й те, що місії та боси повторювані, а сюжет незграбний та змушує вишукувати частини історії самотужки. «Destiny воліє розповідати одні й ті ж історії знову і знову, сподіваючись приголомшити вас своєю швидкістю повторів і подарувати вам можливість отримати кращу здобич, а не різноманітність ігрового процесу, яка нагадує трофеї, що витають на горизонті».
У IGN відгукнулися, що Destiny складно описувати як суміш чогось уже відомого з чимось. Destiny — це чудовий шутер, який радує своїм процесом і візуалом, і в той же час його рольові елементи недостатньо реалізовані. Ця гра намагається бути багатьма іграми водночас, але попри це її ендшпіль може затягнути надовго.
Український оглядач PlayUA дав грі 80 зі 100 балів із зазначенням «Варто оплесків», в підсумку відзначивши: «Не зважаючи на все описане, у Destiny залишився найважливіший елемент MMO — випробування… Bungie мотивує вас качатися далі і далі, повертатися в Destiny раз за разом».
Станом на листопад 2015 року кількість зареєстрованих гравців у Destiny склала понад 25 млн.

### Нагороди
E3 2013:
- PlayStation Universe: Найкращий шутер (англ. Best Shooter)
- PlayStation Universe: Найкраща багатокористувацька гра (англ. Best Multiplayer Game)
- Gaming Trend: Найкраща нова франшиза (англ. Best New Franchise)
- Ars Technica: Найкраща графіка (англ. Best Graphics)
- IGN Italia: Найкраща гра для PS4 (англ. Best PS4 Game)

Gamescom 2013:
- Найкраще на Gamescom (англ. Best of Gamescom)
- Найкраща Екшн-гра (англ. Best action game)
- Найкраща консольна гра Sony PlayStation (англ. Best console game Sony PlayStation)
- Найкраща онлайн-багатокористувацька гра (англ. Best online multiplayer game)

- GamesRadar: Найкращий шутер 2014 (англ. Best Shooter 2014)
- PS Nation: Найкращий мультиплеєр (PS3, PS4) (англ. Best Multiplayer (PS3, PS4))

## Продовження
У 2016 році Bungie анонсували крупне доповнення Destiny і, неофіційно, продовження, Destiny 2. Офіційний же анонс другої частини відбувся 27 березня 2017 року. Гру було випущено восени 2017 року для Microsoft Windows, PlayStation 4 і Xbox One. Вона сюжетно та ідейно продовжує оригінальну гру. Останнє місто пало і Вартові повинні відвоювати втрачене. Destiny 2 глибше розкриває міфологію свого всесвіту, засновану на протистоянні Світла й Темряви.